# Памбукян, Арутюн Карапетович
Арутюн Карапетович Памбукян (арм. Հարություն Փամբուկյան, 17 сентября 1962, Ереван) — депутат парламента Армении и предприниматель.
- 1981—1986 — Ереванский институт народного хозяйства. Экономист.
- 1979—1981 — работал в типографии Ереванского государственного университета.
- 1981—1983 — служил в советской армии.
- 1983—1992 — от рабочего до и. о. генерального директора в производственном объединении «Зовуни».
- 1992—1996 — руководил различными ООО, в 1996—1999 — председатель совета ЗАО «Трастбанк».
- 1999—2003 — депутат парламента. Член постоянной комиссии по финансово-кредитным, бюджетным и экономическим вопросам. Член депутатской группы «Народный депутат».
- 2003—2007 — депутат парламента. Член постоянной комиссии по финансово-кредитным, бюджетным и экономическим вопросам. Член партии «РПА».
- 12 мая 2007 — избран депутатом парламента. Член постоянной комиссии по внешним сношениям. Член партии «РПА».

Президент известной компании «Макс Групп» Арутюн Памбукян принадлежит к числу тех олигархов, бизнес которых начал набирать обороты в начале 90-х годов. А уже с конца 90-х он пользуется большой известностью не только в Армении, но и в других странах, переживающих экономическое развитие.
Арутюн Памбукян один из крупнейших партнеров высшего руководства страны. Владелец компании «МаксГрупп», которая на сегодняшний день является одной из крупнейших экономических структур Армении, которая занимается импортом бензина и дизтоплива в Армению. Владеет также производством яиц и бройлеров, является крупным землевладельцем.
Принимал также участие в закулисной сделке по продаже распределительных электросетей Армении. Последние были проданы британской компании «Мидленд ресурсиз», одним из совладельцев которой и был А.Памбукян. Благодаря ему в Армению были привлечены крупные иностранные инвестиции, вновь заработала Лусакертская племенная птицефабрика, которая обеспечивает 60 % необходимого Армении куриного мяса и яиц. Кроме того, в Карабахе им было основано современное деревообрабатывающее производство, продукция которого, изготовляемая из орехового дерева, экспортируется в Италию, Испанию, Японию, Германию, США.
А его деятельность на телевизионном рынке обусловлена тем, что он является владельцем основного пакета акций телекомпании «АрмНьюз». В 2001 году А. Памбукян создал благотворительный фонд «Макс Групп» и из доходов этой структуры осуществляет вложения в реализацию различных программ.
Президент компании «Макс Групп» Арутюн Памбукян является членом правления Союза промышленников и предпринимателей Армении, членом-меценатом Всеармянского фонда «Айастан». Также возглавляет Федерацию тенниса Армении и является почетным членом благотворительной медицинской организации «Еркир Наири».